# Reprezentacja Kuwejtu w piłce nożnej mężczyzn
Reprezentacja Kuwejtu w piłce nożnej mężczyzn – drużyna piłkarska reprezentująca Kuwejt w zawodach międzynarodowych. Za jej funkcjonowanie odpowiedzialny jest Kuwejcki Związek Piłki Nożnej, organ zarządzający piłką nożną w Kuwejcie. Selekcjonerem zespołu od września 2019 jest Thamer Enad.
Pierwszy mecz międzypaństwowy rozegrała 3 września 1961 podczas igrzysk panarabskich z Libią. Od roku 1962 należy do AFC i FIFA.
Zespół najlepsze piłkarskie dni przeżywał pod koniec lat 70. i na początku 80. W latach 1976–1984 reprezentanci Kuwejtu trzykrotnie stawali na podium w rozgrywkach o Puchar Azji, raz – w 1980 roku – zdobywając główne trofeum. Od 1984 (brązowy medal Pucharu Azji) Kuwejtczycy tylko dwa razy zdołali wyjść z grupy na tym turnieju (w 1996 kiedy to zajęli czwarte miejsce i w roku 2000, gdy dotarli do ćwierćfinału).
W 1982 roku po raz pierwszy i jak na razie ostatni Kuwejt wystąpił na mistrzostwach świata. Na hiszpańskich boiskach drużyna prowadzona przez Brazylijczyka Carlosa Alberto Parreirę przegrała dwa mecze – 1:4 z Francją i 0:1 z Anglią – oraz jeden zremisowała (1:1 z Czechosłowacją) – i z zaledwie jednym punktem na koncie pożegnała się z turniejem na ostatnim miejscu w grupie.
Od tego czasu, mimo iż zespół prowadzili znani szkoleniowcy, jak Ukrainiec Walery Łobanowski, Czech Milan Máčala, Niemiec Berti Vogts, Brazylijczycy Luiz Felipe Scolari i Paulo César Carpeggiani, czy ostatnio Rumun Mihai Stoichiță, piłkarska reprezentacja jednego z najbogatszych państw w Azji zawodziła zarówno w eliminacjach do mistrzostw świata, jak i w finałach Pucharu Azji.

## Udział wMistrzostwach Świata
- 1930 – 1962 – Nie brał udziału (był brytyjskim protektoratem)
- 1966 – 1970 – Nie brał udziału
- 1974 – 1978 – Nie zakwalifikował się
- 1982 – Faza grupowa
- 1986 – 2014 – Nie zakwalifikował się
- 2018 – Dyskwalifikacja[4]
- 2022 – Nie zakwalifikował się
- 2026 – ?

## Udział wPucharze Azji
- 1956 – 1960 – Nie brał udziału (był brytyjskim protektoratem)
- 1964 – 1968 – Nie brał udziału
- 1972 – Faza grupowa
- 1976 – II miejsce
- 1980 – Mistrzostwo
- 1984 – III miejsce
- 1988 – Faza grupowa
- 1992 – Nie zakwalifikował się
- 1996 – IV miejsce
- 2000 – Ćwierćfinał
- 2004 – Faza grupowa
- 2007 – Nie zakwalifikował się
- 2011 – Faza grupowa
- 2015 – Faza grupowa
- 2019 – Nie zakwalifikował się
- 2023 – Nie zakwalifikował się